# Tessit
Tessit est une commune malienne, située dans le cercle d'Ansongo et la région de Gao.

## Histoire récente
Au début du XXIème siècle, la région de Tessit est le théâtre de plusieurs affrontements : en 2012, l'armée malienne subit une embuscade orchestrée par des rebelles touaregs. En mars 2017, la MINUSMA intervient dans la région de Tessit pour sécuriser les routes dans le cadre de l'opération Euphorbia-14.
En 2021, une trentaine d'homme attaque la relève du camp militaire : le bilan est de 33 morts parmi les soldats. En Août 2022, un raid mené par le Groupe de soutien à l'islam et aux musulmans fait quarante-deux victimes parmi les militaires et quatre civils et provoque la fuite d'une partie de la population vers Gao.
À la suite des évènements de 2022, un deuil national de trois jours est décrété par le présidence.